# Altavilla Irpina
Altavilla Irpina, (Altavìlle en el dialecte de la Campània) és un municipi situat al territori de la província d'Avellino, a la regió de la Campània (Itàlia). Limita amb els municipis d'Arpaise, Ceppaloni, Chianche, Grottolella, Petruro Irpino, Pietrastornina, Prata di Principato Ultra, Sant'Angelo a Scala i Tufo. Pertanyen al municipi les frazioni de Belvedere, Pannone di sopra, Pannone di sotto, Pincera, Ponte dei Santi, Russo, San Trifone, Sassano i Toro.
Segons cens de 2021 te una població de 3.077 habitants en una superfície de 0,5620 km².

## Galeria fotogràfica

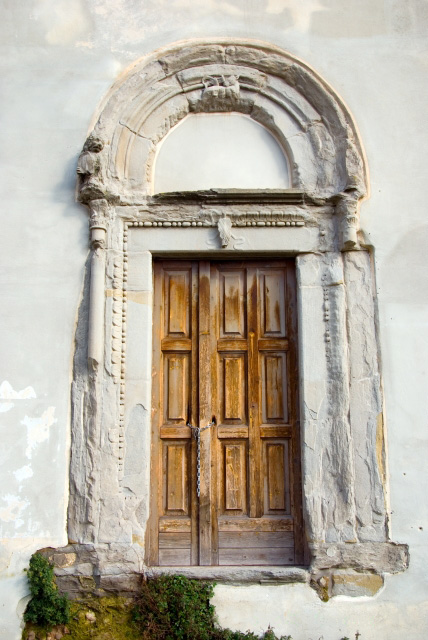
Portal del palau
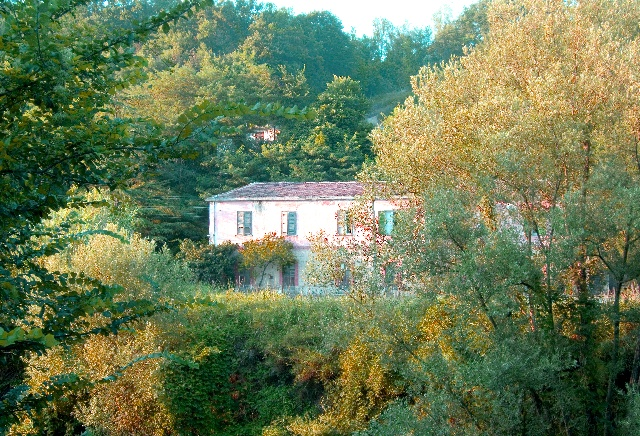
Minees de sofre
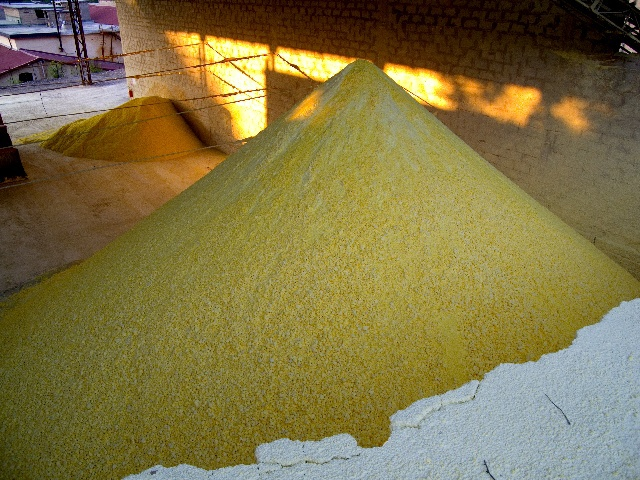
Mines de sofre